# Стефано Меццандрі
Стефано Меццандрі (нар. 26 травня 1967) — колишній швейцарський тенісист.
Найвищу одиночну позицію світового рейтингу — 292 місце досяг 9 листопада 1987, парну — 206 місце — 23 квітня 1990 року.

## Титули на челленджерах

### Парний розряд: (1)
| Ранг | Дата | Турнір            | Покриття | Партнер      | Суперник                               | Рахунок       |
| ---- | ---- | ----------------- | -------- | ------------ | -------------------------------------- | ------------- |
| 1.   | 1988 | Женева, Швейцарія | Ґрунт    | Невіо Девіде | Міхня Йон-Нестасе Срінівасан Васудеван | 7–6, 4–6, 6–4 |